# Ignacio Allende (Huimanguillo)
Ignacio Allende es una localidad del municipio de Huimanguillo ubicado en la subregión de la Chontalpa del estado mexicano de Tabasco.

## Geografía
La localidad de Ignacio Allende se sitúa en las coordenadas geográficas 17°56′19″N 93°43′17″O / 17.938611, -93.721389, a una elevación de 5 metros sobre el nivel del mar.

## Demografía
Según el Conteo de Población y Vivienda 2020, efectuado por el Instituto Nacional de Estadística y Geografía, la localidad de Ignacio Allende tiene 79 habitantes, de los cuales 38 son del sexo masculino y 41 del sexo femenino. Su tasa de fecundidad es de 3 hijos por mujer y tiene 25 viviendas particulares habitadas.
| Gráfica de evolución demográfica de Ignacio Allende entre 1980 y 2020 |
|                                                                       |
| INEGI.                                                                |